# 深大寺東町
深大寺東町（じんだいじひがしまち）は、東京都調布市の町名。

現行行政地名は深大寺東町一丁目から深大寺東町八丁目。

郵便番号は182-0013。

## 地理
調布市の北部中央に存在。

東から時計回りに、三鷹市中原、調布市西つつじケ丘、調布市柴崎、調布市深大寺南町、調布市深大寺元町、調布市深大寺北町、三鷹市野崎、三鷹市新川、に隣接する。

### 河川

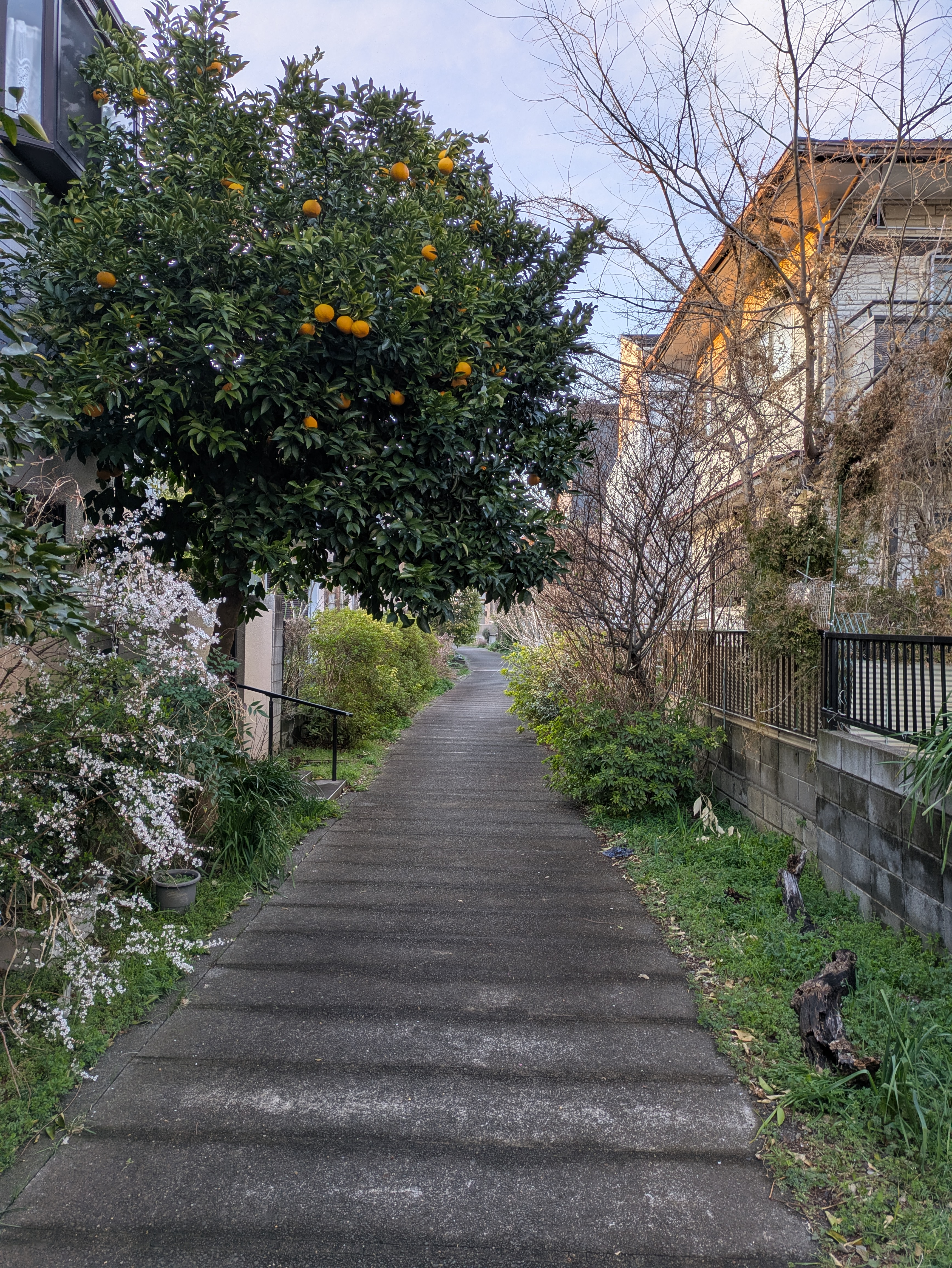
中仙川調布市深大寺南町暗渠部

- 中仙川 ｰｰｰ 入間川の三鷹市内・調布市内を中仙川と呼称。街区内に暗渠部が路地として存在する。

## 交通

### 鉄道
鉄道空白地帯となり町域内に鉄道駅はない。
| バス移動で利用可能な駅 |
| --- |
| 京王線 - つつじヶ丘駅(KO 14) - 布田駅(KO 17) - 調布駅(KO 18) JR中央線 JR中央・総武線各駅停車 - 三鷹駅(JC 12)(JB 01) JR中央線 JR中央・総武線各駅停車 京王井の頭線 - 吉祥寺駅(JC 11)(JB 02)(IN 17) |

### バス
- 京王電鉄バス調布営業所
- 小田急バス吉祥寺営業所
- 小田急バス武蔵境営業所

…が周辺の路線を運行している。

### 道路

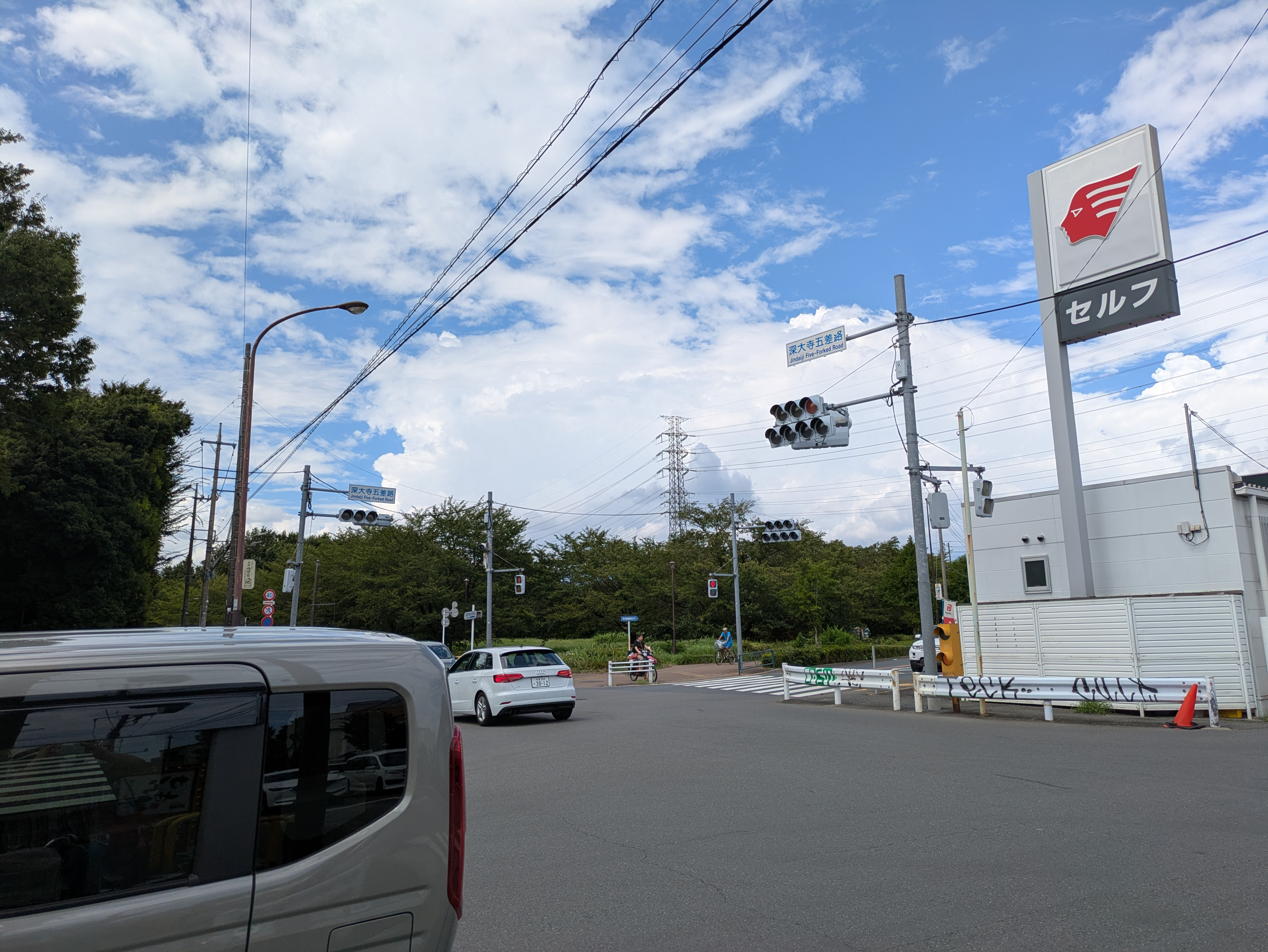
調布市 深大寺五差路（2025年8月）

- 東八道路
- 東京都道121号武蔵野調布線（三鷹通り)
- 消防大学通り
- 野ヶ谷通り

## 施設

### 深大寺東町四丁目
- 消防大学校

### 深大寺東町五丁目
- 調布消防署深大寺出張所

### 深大寺東町七丁目
- クリーンプラザふじみ
- 航空宇宙技術研究所

### 深大寺東町八丁目
- 電子航法研究所
- 自動車技術総合機構・交通安全環境研究所